# ريفن سوفتوير
ريفن سوفتوير (بالإنجليزية: Raven Software)‏ هي شركة أمريكية مطورة لألعاب الفيديو تابعة لـ أكتيفجن ، تأسست عام 1990 .

## الألعاب التي طورتها
ألعاب تم تطويرها أو نشرها بواسطة شركة «ريفن سوفتوير» 
- Black Crypt (1992)
- Shadowcaster (1993)
- CyClones (1994)
- Heretic (1994)
  - Heretic expansion pack: Shadow of the Serpent Riders (1994)
- Hexen (1995)
  - Hexen expansion pack: Deathkings of the Dark Citadel (1996)
- Necrodome (1996)
- Mageslayer (1997)
- Take No Prisoners  [لغات أخرى]‏ (1997)
- هيكسن 2 (1997)
- هيكسن 2 (1998)
- Heretic II (1998)
- Soldier of Fortune  [لغات أخرى]‏ (2000)
- Star Trek: Voyager – Elite Force (2000)
- Star Trek: Voyager Elite Force: Virtual Voyager (2001)
- Star Wars Jedi Knight II: Jedi Outcast (2002)
- Soldier of Fortune II: Double Helix (2002)
- Star Wars Jedi Knight: Jedi Academy (2003)
- X-Men Legends (2004)
- اسطورة الرجال اكس الثانية: صعود نهاية العالم (2005)
- كوايك 4 (2005)
- Marvel: Ultimate Alliance (2006)
- X-Men Origins: Wolverine (2009)
- ولفينشتاين (لعبة فيديو 2009) (2009)
- Singularity (2010)
- كول أوف ديوتي: مودرن وورفير 3  (2011) (نمط اللعب الجماعي)